# Нгіраткел Етпісон
Нгіраткел Етпісон (англ. Ngiratkel Etpison; нар. 3 травня 1925 — пом. 1 серпня 1997) — палауський політик, четвертий президент Палау.